# Pyrrhulina vittata
Pyrrhulina vittata är en fiskart som beskrevs av Regan 1912. Pyrrhulina vittata ingår i släktet Pyrrhulina och familjen Lebiasinidae. Inga underarter finns listade i Catalogue of Life.